# Челсі (Південна Дакота)
Челсі (англ. Chelsea) — місто (англ. town) в США, в окрузі Фок штату Південна Дакота. Населення — 19 осіб (2020).

## Географія
Челсі розташоване за координатами 45°10′3″ пн. ш. 98°44′36″ зх. д. / 45.16750° пн. ш. 98.74333° зх. д. (45.167557, -98.743376).  За даними Бюро перепису населення США в 2010 році місто мало площу 0,82 км², уся площа — суходіл.

## Демографія
Згідно з переписом 2010 року, у місті мешкало 27 осіб у 13 домогосподарствах у складі 8 родин. Густота населення становила 33 особи/км².  Було 15 помешкань (18/км²).
Расовий склад населення:
| - 100,0 % — білих |

До двох чи більше рас належало 0,0 %. Частка іспаномовних становила 0,0 % від усіх жителів.
За віковим діапазоном населення розподілялося таким чином: 22,2 % — особи молодші 18 років, 48,2 % — особи у віці 18—64 років, 29,6 % — особи у віці 65 років та старші. Медіана віку мешканця становила 53,5 року. На 100 осіб жіночої статі у місті припадало 107,7 чоловіків;  на 100 жінок у віці від 18 років та старших — 110,0 чоловіків також старших 18 років.
Цивільне працевлаштоване населення становило 26 осіб. Основні галузі зайнятості: освіта, охорона здоров'я та соціальна допомога — 34,6 %, роздрібна торгівля — 23,1 %, виробництво — 15,4 %, мистецтво, розваги та відпочинок — 11,5 %.